# Marie Anna Savojská (1757–1824)
Marie Anna Savojská (Maria Anna Carlota Gabriela; 17. prosince 1757 – 11. října 1824) byla savojskou princeznou a sňatkem se svým strýcem vévodkyní ze Chablais.
Narodila se v Královském paláci v Turíně jako dcera savojského vévody a od roku 1773 sardinského krále Viktora Amadea III. a jeho manželky Marie Antonie Španělské, dcery Filipa V. Španělského.
Marie Anna byla čtvrtou dcerou, ale třetí přeživší, svých rodičů. Dvě její starší sestry se později staly manželkami vnuků francouzského krále Ludvíka XV. Marie Josefína byla manželkou budoucího krále Ludvíka XVIII. a Marie Tereza budoucího krále Karla X.
Tři z jejích bratrů byli posledními sardinskými králi ze starší linie savojského rodu; budoucí Karel Emanuel IV, Viktor Emanuel I. a Karel Felix Sardinský. Po smrti posledního z nich v roce 1831 bez potomků, připadl trůn Karlu Albertovi Sardinskému, dalšímu legitimnímu mužskému dědici.

## Život
Po svatbě jejích starších sester s francouzskými princi, byl vyjednán sňatek mezi Marií Annou a jejím strýcem Benedettem ze Chablais, mladším nevlastním bratrem krále Viktora Amadea. Svatba se konala 19. března 1775 v Turíně. Přestože neměli děti, jejich manželství bylo šťastné; ačkoli si byli velmi blízcí, Marie Anna v něm vždy viděla svého strýce. Měla také velmi dobrý vztah se svými švagrovými, Marií Klotildou Francouzskou a Marií Terezou Rakouskou-Este.
Když v prosinci 1798 napadla sardinské království Francouzská republika, uprchla královská rodina do exilu. Vévodský pár ze Chablais opustil Turín a přestěhoval se do Sardinie, kde zůstal do roku 1799. Poté ostrov opustili a usadili se v Římě v Papežském státu. V roce 1805 strávili několik měsíců ve Florencii jako hosté krále Ludvíka Parmského a jeho manželky Marie Luisy.
Benedetto, vévoda ze Chablais, zemřel 4. ledna 1808 v Římě. Marie Anna ho přežila a zemřela 11. října 1824 v Turíně. Pohřbena byla v bazilice Superga.

## Tituly a oslovení
- 17. prosince 1757 – 19. března 1775: Její Královská Výsost princezna Marie Anna Savojská
- 19. března 1775 – 4. ledna 1808: Její Královská Výsost vévodkyně ze Chablais
- 4. ledna 1808 – 11. října 1824: Její Královská Výsost vévodkyně vdova ze Chablais

## Vývod z předků
|                     |                                     |  |             |                                                          |  |  |  |  |  |  |  | Karel Emanuel II. Savojský |
|                     |                                     |  |             |                                                          |  |  |  |  |  |  |  |                            |
|                     | Viktor Amadeus II.                  |  |             |                                                          |  |  |  |  |  |  |  |                            |
|                     |                                     |  |             |                                                          |  |  |  |  |  |  |  |                            |
|                     |                                     |  |             | Marie Johanna Savojská                                   |  |  |  |  |  |  |  |                            |
|                     |                                     |  |             |                                                          |  |  |  |  |  |  |  |                            |
|                     | Karel Emanuel III. Sardinský        |  |             |                                                          |  |  |  |  |  |  |  |                            |
|                     |                                     |  |             |                                                          |  |  |  |  |  |  |  |                            |
|                     |                                     |  |             | Filip I. Orleánský                                       |  |  |  |  |  |  |  |                            |
|                     |                                     |  |             |                                                          |  |  |  |  |  |  |  |                            |
|                     | Anna Marie Orleánská                |  |             |                                                          |  |  |  |  |  |  |  |                            |
|                     |                                     |  |             |                                                          |  |  |  |  |  |  |  |                            |
|                     |                                     |  |             | Henrietta Anna Stuartovna                                |  |  |  |  |  |  |  |                            |
|                     |                                     |  |             |                                                          |  |  |  |  |  |  |  |                            |
|                     | Viktor Amadeus III.                 |  |             |                                                          |  |  |  |  |  |  |  |                            |
|                     |                                     |  |             |                                                          |  |  |  |  |  |  |  |                            |
|                     |                                     |  |             | Vilém Hesensko-Rotenburský                               |  |  |  |  |  |  |  |                            |
|                     |                                     |  |             |                                                          |  |  |  |  |  |  |  |                            |
|                     | Arnošt Leopold Hesensko-Rotenburský |  |             |                                                          |  |  |  |  |  |  |  |                            |
|                     |                                     |  |             |                                                          |  |  |  |  |  |  |  |                            |
|                     |                                     |  |             | Marie Anna z Lowenstein-Wertheim                         |  |  |  |  |  |  |  |                            |
|                     |                                     |  |             |                                                          |  |  |  |  |  |  |  |                            |
|                     | Polyxena Hesensko-Rotenburská       |  |             |                                                          |  |  |  |  |  |  |  |                            |
|                     |                                     |  |             |                                                          |  |  |  |  |  |  |  |                            |
|                     |                                     |  |             | Maxmilián Karel Albrecht z Löwenstein-Wertheim-Rochefort |  |  |  |  |  |  |  |                            |
|                     |                                     |  |             |                                                          |  |  |  |  |  |  |  |                            |
|                     | Eleonora z Löwenstein-Wertheim      |  |             |                                                          |  |  |  |  |  |  |  |                            |
|                     |                                     |  |             |                                                          |  |  |  |  |  |  |  |                            |
|                     |                                     |  |             | Polyxena Marie Khuen z Lichtenberg-Belasi                |  |  |  |  |  |  |  |                            |
|                     |                                     |  |             |                                                          |  |  |  |  |  |  |  |                            |
| Marie Anna Savojská |                                     |  |             |                                                          |  |  |  |  |  |  |  |                            |
|                     |                                     |  |             |                                                          |  |  |  |  |  |  |  |                            |
|                     |                                     |  | Ludvík XIV. |                                                          |  |  |  |  |  |  |  |                            |
|                     |                                     |  |             |                                                          |  |  |  |  |  |  |  |                            |
|                     | Ludvík Francouzský                  |  |             |                                                          |  |  |  |  |  |  |  |                            |
|                     |                                     |  |             |                                                          |  |  |  |  |  |  |  |                            |
|                     |                                     |  |             | Marie Tereza Habsburská                                  |  |  |  |  |  |  |  |                            |
|                     |                                     |  |             |                                                          |  |  |  |  |  |  |  |                            |
|                     | Filip V. Španělský                  |  |             |                                                          |  |  |  |  |  |  |  |                            |
|                     |                                     |  |             |                                                          |  |  |  |  |  |  |  |                            |
|                     |                                     |  |             | Ferdinand Maria Bavorský                                 |  |  |  |  |  |  |  |                            |
|                     |                                     |  |             |                                                          |  |  |  |  |  |  |  |                            |
|                     | Marie Anna Bavorská                 |  |             |                                                          |  |  |  |  |  |  |  |                            |
|                     |                                     |  |             |                                                          |  |  |  |  |  |  |  |                            |
|                     |                                     |  |             | Jindřiška Adéla Marie Savojská                           |  |  |  |  |  |  |  |                            |
|                     |                                     |  |             |                                                          |  |  |  |  |  |  |  |                            |
|                     | Marie Antonie Španělská             |  |             |                                                          |  |  |  |  |  |  |  |                            |
|                     |                                     |  |             |                                                          |  |  |  |  |  |  |  |                            |
|                     |                                     |  |             | Ranuccio II. Farnese                                     |  |  |  |  |  |  |  |                            |
|                     |                                     |  |             |                                                          |  |  |  |  |  |  |  |                            |
|                     | Odoardo Farnese                     |  |             |                                                          |  |  |  |  |  |  |  |                            |
|                     |                                     |  |             |                                                          |  |  |  |  |  |  |  |                            |
|                     |                                     |  |             | Isabela d'Este                                           |  |  |  |  |  |  |  |                            |
|                     |                                     |  |             |                                                          |  |  |  |  |  |  |  |                            |
|                     | Alžběta Parmská                     |  |             |                                                          |  |  |  |  |  |  |  |                            |
|                     |                                     |  |             |                                                          |  |  |  |  |  |  |  |                            |
|                     |                                     |  |             | Filip Vilém Falcký                                       |  |  |  |  |  |  |  |                            |
|                     |                                     |  |             |                                                          |  |  |  |  |  |  |  |                            |
|                     | Dorotea Žofie Falcko-Neuburská      |  |             |                                                          |  |  |  |  |  |  |  |                            |
|                     |                                     |  |             |                                                          |  |  |  |  |  |  |  |                            |
|                     |                                     |  |             | Alžběta Amálie Hesensko-Darmstadtská                     |  |  |  |  |  |  |  |                            |
|                     |                                     |  |             |                                                          |  |  |  |  |  |  |  |                            |